# بوری تاشچی
بوری تاشچی (اوکراینی: Борис Борисович Тащи؛ زادهٔ ۲۶ ژوئیهٔ ۱۹۹۳) بازیکن فوتبال اهل اوکراین است که در پست مهاجم و هافبک بازی می‌کند.
از باشگاه‌هایی که در آن بازی کرده‌است می‌توان به باشگاه فوتبال اشتوتگارت، باشگاه فوتبال دینامو مسکو، باشگاه فوتبال چورنومورتس اودسا، و باشگاه فوتبال اوورلا اوژهورود اشاره کرد.
وی همچنین در تیم‌های ملی فوتبال Ukraine national under-16 football team, Ukraine national under-17 football team, Ukraine national under-18 football team, Ukraine national under-19 football team، و زیر ۲۱ سال اوکراین بازی کرده‌است.